# Falmer
Falmer is een civil parish in het bestuurlijke gebied Lewes, in het Engelse graafschap East Sussex met 284 inwoners. Falmer ligt iets ten noorden van de badplaats Brighton.